# Ken
|  | Per a altres significats, vegeu «Ken (desambiguació)». |

Ken, Quena o Quenes (en llatí Cen, en grec antic Χήν) va ser una ciutat i polis probablement de Tessàlia on Plató diu que va néixer Misó, considerat un dels set savis de Grècia, segons explica Diògenes Laerci. Pausanias menciona la ciutat, i diu que està situada al Mont Eta, segons Hermip d'Atenes.
.